# 北非歌百灵
北非歌百灵（学名：Mirafra cantillans），是百灵科歌百灵属的一种，是全面迁徙的候鸟，分布于埃塞俄比亚、厄立特里亚、贝宁、塞内加尔、乍得、马里、索马里、毛里塔尼亚、喀麦隆、尼日尔、巴基斯坦、尼日利亚、中非共和国、孟加拉国、沙特阿拉伯、也门、印度、苏丹、坦桑尼亚、阿曼、尼泊尔、冈比亚、肯尼亚、布基纳法索、多哥和乌干达。该物种的保护状况被评为无危。
北非歌百灵的平均体重约为18.7克。栖息地包括干燥的稀树草原、耕地和亚热带或热带的（低地）干草原。